# Эндогенный агонист
В фармакологии, физиологии и биохимии, термин эндогенный агонист по отношению к определённому подтипу клеточных рецепторов обозначает химическое соединение, которое отвечает следующим трём условиям:
1. производится в самом организме или ткани в нормальных физиологических условиях, то есть является эндогенным веществом — например, нейромедиатором, цитокином или гормоном;
2. является лигандом для данного подтипа рецепторов, то есть обладает способностью связываться с ортостерическим сайтом связывания (иначе говоря, активным сайтом) данного подтипа рецепторов;
3. обладает способностью после связывания активировать этот рецептор, изменяя его пространственную конфигурацию (то есть проявлять агонистическую активность по отношению к данному подтипу рецепторов), что приводит к вызыванию соответствующего биохимического или физиологического ответа.

## Правило именования рецепторов по «основному» эндогенному агонисту
Сами рецепторы во многих случаях принято именовать по их «основному» (играющему в норме основную физиологическую роль в регуляции активности этого рецептора, или обнаруживаемому в организме в наиболее высоких абсолютных или относительных концентрациях относительно степени его сродства к рецептору, или имеющему наибольшее сродство, наибольшую аффинность к данному типу рецепторов, или имеющему наибольшую внутреннюю агонистическую активность, наибольшую способность активировать рецептор) эндогенному агонисту. Это правило именования выполняется не всегда и не для всех типов рецепторов. Порой вновь открытые рецепторы называют не по ещё не обнаруженному на момент обнаружения и описания рецептора «основному» эндогенному агонисту для них, а по наиболее известному и распространённому экзогенному агонисту, связывание которого с этим типом рецепторов было установлено до обнаружения эндогенного агониста для них же. Например, так было в случае с опиоидными рецепторами, оказавшимися рецепторами для связывания эндорфинов или с «бензодиазепиновыми рецепторами», оказавшимися бензодиазепиновым аллостерическим сайтом ГАМК-рецептора. Однако чаще всего это правило именования соблюдается. Например, эндогенным агонистом для серотониновых рецепторов, как можно понять из названия, является серотонин, для дофаминовых — дофамин, для адренорецепторов — адреналин и норадреналин, а для холинорецепторов — ацетилхолин.

## Внутренняя агонистическая активность
Внутренняя агонистическая активность эндогенного агониста, согласно определению, всегда равна 100 % (вернее, принимается за 100 %, в качестве своеобразной «точки отсчёта» для измерения относительной величины внутренней агонистической активности других агонистов, обратных агонистов и антагонистов по отношению к данному подтипу рецепторов. Это вовсе не исключает возможности существования для этого же подтипа рецепторов более эффективных синтетических агонистов, с внутренней агонистической активностью, превышающей 100 % — так называемых суперагонистов). В случае, если для одного и того же подтипа рецепторов в физиологических условиях существует более одного эндогенного агониста, за «точку отсчёта», равную 100 %, обычно принимается внутренняя агонистическая активность наиболее агонистически активного из них (способного давать наибольшую величину максимального физиологического ответа), или, реже, наиболее релевантного (принимающего наибольшее участие в регуляции активности этого рецептора в физиологических условиях; наиболее аффинного или обнаруживаемого в организме в наибольших абсолютных или относительных относительно его сродства к рецептору концентрациях) из эндогенных агонистов (в этом случае более агонистически активный эндогенный агонист, в норме принимающий меньшее участие в регуляции активности рецептора, окажется относительно выбранного в качестве точки отсчёта эндогенного агониста своего рода «эндогенным суперагонистом»).
Согласно этому определению, «основной» эндогенный агонист, выбранный в качестве «точки отсчёта» относительной активности других агонистов, антагонистов и обратных агонистов (в качестве точки 100 % на шкале) — всегда является полным агонистом для данного типа рецепторов. В некотором смысле, он является единственным «истинным» полным агонистом для этого типа рецепторов, поскольку, даже если внутренняя агонистическая активность некоего другого агониста в эксперименте оказалась также равной 100 %, это означает лишь, что разница между измеренной внутренней агонистической активностью данного агониста и 100 % меньше погрешности измерения. То есть, все другие «полные агонисты», кроме выбранного в качестве «точки отсчёта» эндогенного агониста, являются лишь, на самом деле, «сильными» и «очень сильными» («почти полными») частичными агонистами.

## Сложность и адаптивность систем эндогенных агонистов и их рецепторов
В целом, рецепторы для малых молекул, например, нейромедиаторов, таких, как серотонин, обычно имеют только один «основной» эндогенный агонист (хотя это тоже не всегда верно — так, для адренорецепторов эндогенными агонистами являются и адреналин, и норадреналин, однако в нервной системе в роли нейромедиатора используется именно норадреналин, в то время как адреналин в основном используется в роли циркулирующего в крови гормона, гуморального фактора). В то же время типичным является существование множества подтипов рецепторов для одних и тех же малых молекул, таких, как серотонин и норадреналин — рецепторов, выполняющих разные физиологические функции в организме, экспрессируемых в разных клетках, тканях и органах, кодируемых разными генами, активирующих разные нисходящие сигнальные пути, в случае G-белок-связанных рецепторов — связывающихся с разными подтипами α-субъединиц гетеротримерных G-белков, а порой даже относящихся к разным классам рецепторов (например, 5-HT3-рецептор — ионотропный, а все остальные подтипы серотониновых рецепторов — метаботропные). Характерным примером является существование 13 различных подтипов серотониновых рецепторов, 5 различных подтипов дофаминовых рецепторов и т. д. С другой стороны, рецепторы к нейропептидам и пептидным гормонам обычно имеют меньше разных подтипов рецепторов, но зато один и тот же нейропептидный рецептор, как правило, может иметь несколько разных эндогенных агонистов, причём эти эндогенные агонисты могут проявлять функциональную селективность (то есть, в зависимости от связывания того или иного конкретного эндогенного агониста с данным подтипом рецепторов, способным «воспринимать» несколько разных эндогенных агонистов, могут активироваться разные конфигурации рецептора и разные внутриклеточные сигнальные пути). Это обеспечивает высокий уровень сложности и адаптивности сигнальных систем организма, благодаря чему разные клетки, разные ткани, органы и системы организма могут проявлять (и часто проявляют) достаточно различные физиологические реакции в ответ на один и тот же эндогенный агонист, в зависимости от преимущественной экспрессии генов тех или иных подтипов рецепторов к этому агонисту в данной ткани или на поверхности данной клетки, совокупности внутриклеточных условий (внутреннего состояния клетки), микроокружения клетки, подвергающейся воздействию, параллельного воздействия на другие рецепторы клеток и тканей других агонистов и др.

## «Минорные» эндогенные агонисты
В некоторых случаях, помимо «основного», «мажорного» эндогенного агониста, для некоего подтипа рецепторов существуют ещё так называемые «минорные» эндогенные агонисты, присутствующие в организме в очень малых и сверхмалых (суб-наномолярных и пикомолярных) концентрациях. Так, например, доказано образование в человеческом организме эндогенного никотина (являющегося, наряду с «мажорным» эндогенным медиатором ацетилхолином, эндогенным агонистом никотиновых холинорецепторов), эндогенных морфина и кодеина (являющихся, наряду с «мажорными» и более известными в таком качестве эндорфинами, энкефалинами и динорфинами, эндогенными агонистами опиоидных рецепторов), эндогенных сердечных гликозидов дигоксина и уабаина, эндогенного стрихнина (эндогенного лиганда глициновых рецепторов) и др. Другим хорошо известным примером существования «минорных» эндогенных агонистов является существование так называемых «следовых аминов». Физиологическая роль этих недавно открытых (их открытие стало возможным только благодаря появлению высокочувствительных методов детектирования сверхмалых концентраций веществ, таких, как хроматография и масс-спектрометрия) «минорных» эндогенных лигандов ещё окончательно не выяснена и активно исследуется.

## Эндогенные обратные агонисты и эндогенные антагонисты
Эндогенные агонисты являются не единственным возможным подтипом эндогенных лигандов рецепторов. Для некоторых подтипов рецепторов показано существование эндогенных антагонистов (характерный пример — кинуреновая кислота по отношению к NMDA-рецептору) и эндогенных обратных агонистов (таких, как Агути-связанный пептид). Однако эндогенные антагонисты и эндогенные обратные агонисты рецепторов — это, по-видимому, гораздо более редко наблюдаемое явление, чем эндогенные агонисты.